# Hem Thon Ponleu
Hem Thon Ponleu (Phnom Penh, 26 gennaio 1990) è un ex nuotatore cambogiano, specializzato nello stile libero.

## Biografia
Rappresentò la Cambogia ai Giochi olimpici estivi di Pechino 2008, dove ottenne il 79º tempo nelle batterie dei 50 m stile libero e fu eliminato.
Tornò alle Olimpiadi a Londra 2012, classificandosi 48º tempo nella stessa specialità.
Anche i suoi fratelli Hem Lumphat, Hem Raksmey e Hem Kiry e la nipote Hem Thon Vitiny furnono nuotatori di caratura internazionale.